# Беломорец (1912)
Вижте пояснителната страница за други значения на Беломорец.
„Беломорец“ е български вестник, близък до идеите на ВМОРО
Излизането на първия му брой на 2 ноември съвпада с влизането на българските войски в окупирания ден по-рано от гръцката армия Солун по време на Балканската война. От вестника излизат общо шест броя. В редакцията влизат Ангел Томов, К. Димитров, Павел Шатев. Отговорен редактор е И. Недялков. Печата се в печатницата на Кирил Тенчов.
В първия си брой вестникът се декларира като наследник на вестник „Право“. В трети брой ЦК на ВМОРО публикува официална декларация по Македонския въпрос, в която се казва:
| „ | Нас, македонските българи, които дадохме толкова големи жертви за извоюването на своята свобода, и които толкова много допринесохме за разгрома на Османската империя, преди всичко ни интересува съдбата на онази Македония, която е обляна с мъченическа и героична българска кръв и в чиито граници българският елемет, макар и преследван и изтребван най-немилостиво десетки години, и днес е още болшинство... Известни са ни сръбските претенции не само над Скопие, но и над Щип, Велес, Охрид. Известни са ни и гръцките претенции над Солун – вратите на Македония или по-право нейното сърце... Всички македонски българи поддържат с пълно единодушие и с най-голяма енергия целокупна Македония в определените от българите граници да бъде изцяло обединена с българското царство. Ако не е възможно да се реализира тази най-справедлива и най-подходяща за националните български интереси формула, тогава да се остави Македония неделима и да влезе тя като самостоятелна държавна единица с център Солун в бъдещата Балканска федерация. В такъв случай Македония ще бъде съединително звено между всички балкански държави. Против едно разпокъсване на Македония, откъдето и да се проектира то, македонските българи най-енергично и най-решително ще се противопоставят като един човек с всички свои сили. | “ |

Вестникът публикува бюлетин за военните действия и обосновава необходимостта Солун да влезе в границите на България. В уводната редакционна статия на брой 3 от 4 ноември се казва, че не може да се позволи България да се съгласи да даде Солун:
| „ | вратата на Македония, сърцето на нейния икономически живот. Още повече това се явява малко вероятно, защото Солун не е гръцки, а преди всичко еврейски град, а интересите на еврейското население съвпадат с тия на българите. | “ |

На 7 ноември вестникът е спрян, след като гръцката военна цензура реагира остро срещу издаването му на 5 ноември. След това вестникът е продаден на група еврейски вестникари, които продължават печатането му под същото име, но на френски език.

## Други
На „Беломорец“ е наречена улица в квартал „Люлин“ в София (Карта).